# 戰國風雲 公元2210
戰國風雲 公元2210（英文：Risk 2210 A.D.）是由孩之寶旗下的Avalon Hill於2011年發行是一種图版游戏上的戰棋。戰國風雲 公元2210是基於原本的戰國風雲遊戲並加插很多額外元素，如新領土、核區等。
於2002年, 戰國風雲 公元2210贏得「Origins大獎」的2001年度最佳科幻圖版遊戲獎.

## 遊戲簡介
戰國風雲 公元2210時間設定於公元2210的未來。戰國風雲 公元2210供2至5人對戰。棋盤上畫了世界地圖，分為6大洲42地區。世界地圖基本上與原本的戰國風雲一樣，只增加了海底城、南極與月球。開始遊戲前亦要設定核污染區，增加遊戲的難度。而進入月球亦有額外要求。
以下是戰國風雲 公元2210的地球遊戲版圖：

| 北美洲 1. 阿留申帝國 2. 阿爾伯塔 3. 墨西托樸條 4. 美利堅共和國 5. 被放逐的美利堅合眾國 6. 努納武特地區 7. 加拿大 8. 魁北克共和國 9. 大洲生物圈 南美洲 1. 阿根廷 2. 亞馬遜沙漠 3. 安第斯國 4. 努埃沃 地摩圖 | 歐洲 1. 新阿瓦隆 2. 冰島基因研究中心 3. 華沙共和國 4. 祖登海姆 5. 巴爾幹帝國 6. 烏克蘭娜 7. 安道爾 非洲 1. 扎伊爾軍區 2. 吉布提部 3. 埃及 4. 馬達加斯加 5. 撒哈拉帝國 6. 萊索托 | 亞洲 1. 阿富汗 2. 香港 3. 聯合印度 4. 奧爾登 5. 日本 6. 佩韋克 7. 中亞 8. 可汗工業國 9. 吳哥窟 10. 西伯利亞 11. 大熊飛地 12. 薩哈 大洋洲 1. 澳大利亞試驗場 2. 爪哇卡特爾 3. 新幾內亞 4. 原住民聯盟 | 美國太平洋海岸 1. 波塞冬 2. 夏威夷自然保護區 3. 新亞特蘭蒂斯 亞洲太平洋海岸 1. 宋島 2. 新東京 南大西洋 1. 象牙礁 2. 新聖保羅 北大西洋 1. 新巴西利亞 2. 新紐約 3. 西愛爾蘭 印度洋 1. 南錫蘭 2. 微公司 3. 阿卡拉 |

## 外部連結
- 戰國風雲 公元2210 （页面存档备份，存于）
- 戰國風雲 公元2210 Demo （页面存档备份，存于）
- 戰國風雲 公元2210 規則 （页面存档备份，存于）